# Алі Баба та сорок розбійників

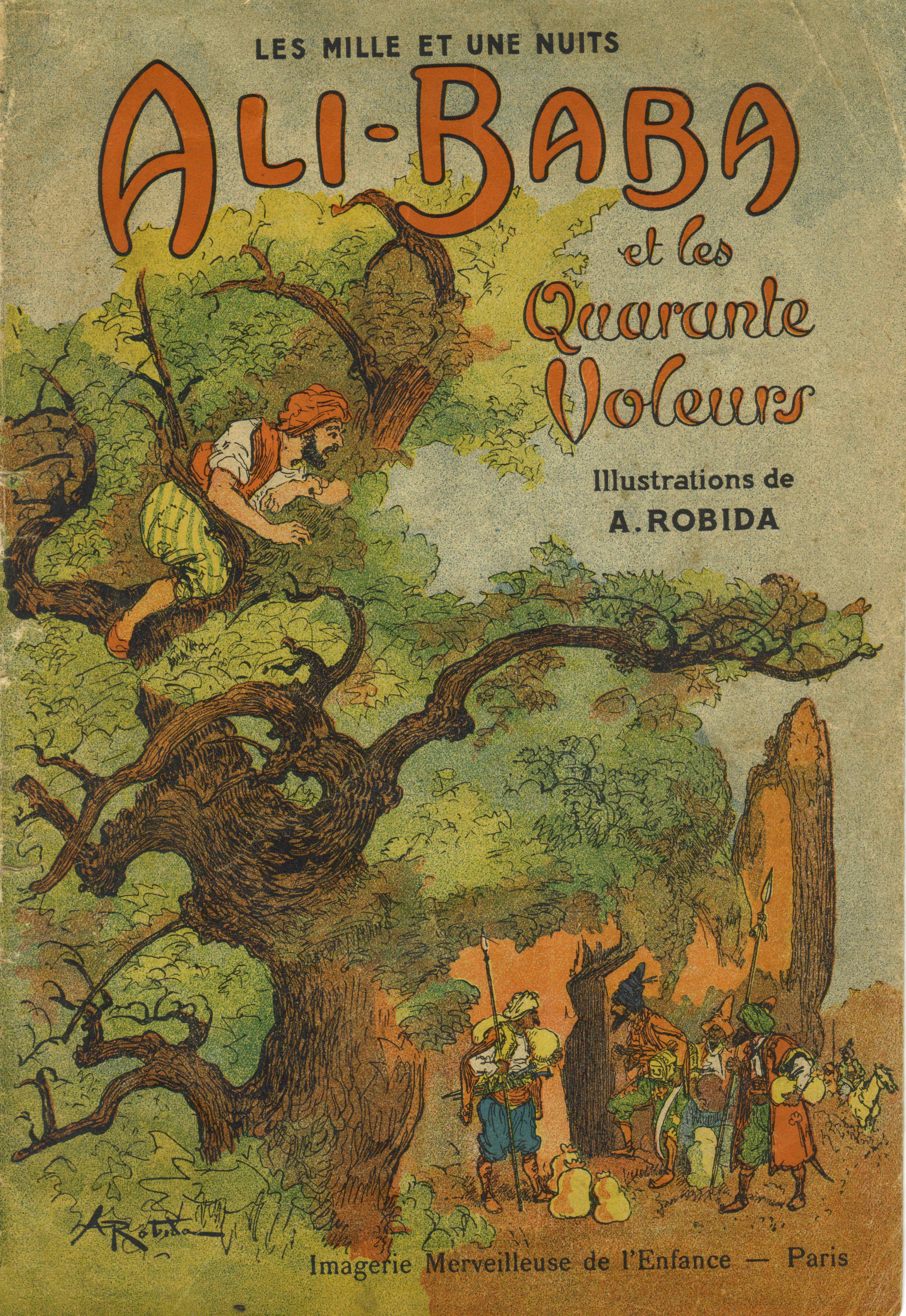
Французька обкладинка казки, 1945

"Алі Баба та сорок розбійників" - східна арабська казка перекладена Антуаном Галланом (1646-1715) з арабських рукописів європейською мовою. Вона включається у виданнях збірки "Тисяча й одна ніч ". Найбільш рання версія казки «Алі-Баба і сорок розбійників» зустрічається в перекладі французькою мовою за авторством Галлана . На початку XX століття дослідники звинувачували його у фальсифікації   до виявлення оригіналу казки арабською мовою. У сучасних виданнях часто відтворюється зі скороченнями.
Аарне-Томпсон відносить цей твір до типу казок № 676. В арабських країнах слідів сюжету не збереглося. Є припущення, що Галлан записав оповідання під час подорожі Близьким Сходом.

## Сюжет
Після смерті купця його старший син Касим успадковує його справу. Одружившись з багатою жінкою Фатімою, процвітає. Молодший син Алі-Баба одружується з бідною дівчиною Зейнаб і стає жебраком лісорубом.
Одного разу, збираючи хмиз у лісі, Алі-Баба випадково виявляється свідком розмови сорока розбійників. Вхід у печеру, де зберігаються награбовані ними скарби, відкривається за допомогою магічних слів «Сімсім, відкрийся» (у класичному перекладі Михайла Сальє – «Сезам, відчини свої двері»). Дізнавшись про цей секрет, Алі Баба після відходу бандитів проникає в печеру і забирає з собою мішечок із золотими монетами, який приносить додому.
Щоб дізнатися вагу монет, Алі Баба позичає терези у дружини Касима. Однак хитра жінка змастила чашу терезів воском (за іншою версією — медом), щоб дізнатися, що за крупу збирається зважувати її жебрак. На свій подив, на чаші терезів вона знаходить золоту монету, що прилипла до дна чаші. Фатіма повідомляє чоловіка про це.

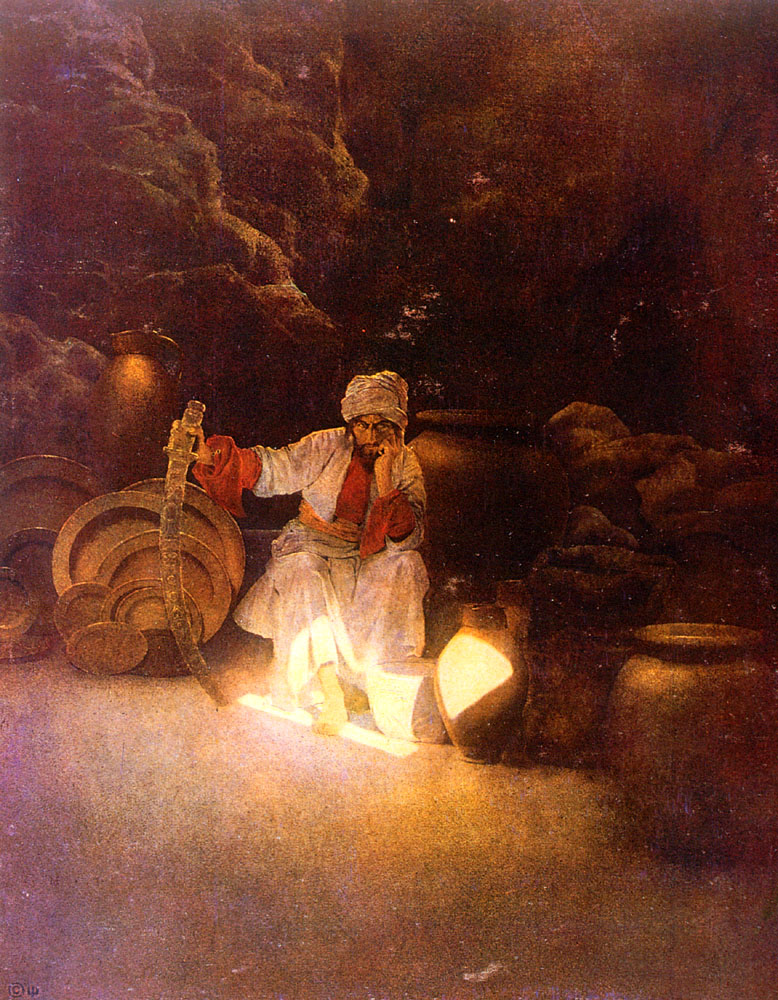
Алі-Баба у печері розбійників. Ілюстрація М. Перріша, 1909

Під тиском Касима Алі Баба змушений відкрити братові секрет печери. Той вирушає до печери на віслюку, щоб вивезти якнайбільше скарбів. Прийшовши в захват від побаченого всередині, він забуває заповітні слова, що відкривають вихід із печери («Сімсім, відкрийся»). Розбійники, повернувшись до печери, вбивають жадібного Касима.
Вирушивши на пошуки зниклого брата, Алі-Баба знаходить його тіло розрубаним на чотири частини (в іншому варіанті казки Касим був просто обезголовлений), які розкладені біля входу в печеру як застереження. Після повернення до міста він доручає кмітливій рабині Касима, на ім'я Марджана поховати його, не здіймаючи галасу. Насамперед вона вирушає в аптеку купити ліки, пояснюючи це тим, що Касим смертельно хворий. Потім Марджана знаходить кравця, якого приводить до будинку Алі Баби із зав'язаними очима. Після того, як він зшиває розрубане тіло, Касима вдається поховати, не викликавши підозри.
Виявивши зникнення тіла Касима, розбійники розуміють, що секрет печери став відомий ще комусь. Вони зустрічаються з кравцем і дізнаються від нього, що напередодні він зшив чиєсь розрубане тіло. Зав'язавши йому очі, кравця у супроводі одного з розбійників відправляють на пошуки будинку, де він був напередодні, і кравець у такий спосіб знаходить шлях до будинку Алі-Баби. Розбійник Ахмед Зірви-Голова, який його супроводжує, відзначає двері будинку крейдою, щоб вночі з'явитися зі своїми побратимами та вирізати мешканців.
Їхні дії випадково привернули увагу Марджани. Щоб збити розбійників з пантелику, вона відзначає крейдою двері всіх навколишніх будинків. Розбійники, що з'явилися вночі, розуміють, що їх обвели навколо пальця, і в люті вбивають свого побратима невдаху. Другого дня кравцю знову доводиться пройти з зав'язаними очима шлях до будинку Алі-Баби. Цього разу його супроводжував інший розбійник, на ім'я Мухамед, який діяв інакше: він відколов маленький шматочок каменю від сходинки перед вхідними дверима. І знову Марджана повторює це саме, проробивши це з іншими будинками в окрузі, скоротивши кількість розбійників до 38. Нарешті, ватажок зграї особисто приходить до будинку Алі Баби й запам'ятовує вигляд заповітного будинку.
Переодягнувшись купцем, що торгує маслом, ватажок розбійників з'являється в будинок Алі Баби та просить дати притулок йому на ніч. З собою на мулах він привіз 38 глиняних глечиків, причому тільки в одному з них налито масло, а 37 розбійників заховані в інших глечиках з-під олії. Вночі, коли всі заснуть, вони повинні вибратися з глечиків і прикінчити господаря будинку. Але догадливій Марджані й цього разу вдається розвідати їхній задум. Вночі вона бере єдиний глечик з маслом, нагріває цю олію на вогні до кипіння і розливає її по інших глечиках, тим самим зваривши розбійників живцем. Вранці ватажок розбійників приходить розбудити своїх підручних і знаходить їх мертвими. Не в змозі нічого вдіяти, він іде.

Наступного разу, коли ватажок намагається проникнути в будинок Алі Баби під виглядом купця, під час трапези Марджана, виконуючи танець з кинджалом, скориставшись моментом, встромляє його в груди останнього розбійника. Приголомшений Алі Баба розсердився, але коли він зрозумів, хто саме був убитий, невимовно зрадів. Тепер секрет печери відомий тільки одному Алі-Бабі, а це означає, що відтепер його сім'я більше нічого не потребуватиме і може тепер жити в розкоші та достатку. На вдячність за послуги рабині він дарує їй волю і видає заміж за свого сина, який тепер займається справою покійного дядька Касима.

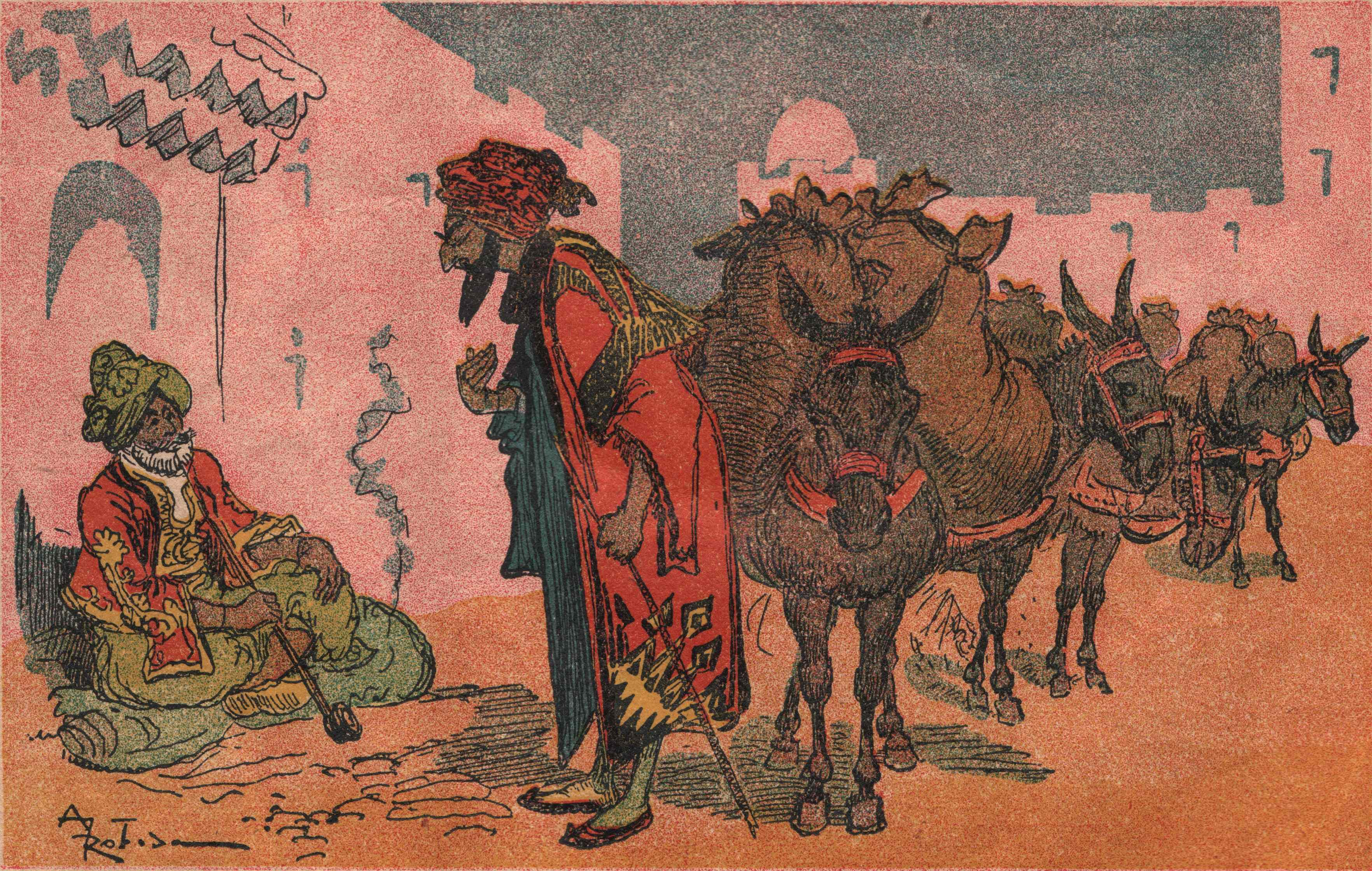
Розбійник намагається розвідати, де знаходиться будинок Алі Баби